# Rhaphium albomaculatum
Rhaphium albomaculatum är en tvåvingeart som först beskrevs av Becker 1891.  Rhaphium albomaculatum ingår i släktet Rhaphium och familjen styltflugor. Arten är reproducerande i Sverige. Inga underarter finns listade i Catalogue of Life.